# جان فار ابوت
جان فار ابوت در دوره ای (1756 – ۲۲ سپتامبر ۱۷۹۴) وکیل دادگستری انگلیس بود. وی عضوی از مؤسسه حقوقی لینکلن بود و عضو انجمن عتیقه جات لندن و عضو انجمن سلطنتی بود. وی همچنین به عنوان دفتردار قانون در دربار پادشاه خدمت می‌کرد. وی در یورک درگذشت و در یورک مینستر دفن شده‌است. 